# Guatemala en los Juegos Olímpicos de Tokio 2020
Guatemala estuvo representada en los Juegos Olímpicos de Tokio 2020 por un total de 24 deportistas, 14 hombres y 10 mujeres, que compitieron en 10 deportes. El responsable del equipo olímpico fue el Comité Olímpico Guatemalteco, así como las federaciones deportivas nacionales de cada deporte con participación.
Los portadores de la bandera en la ceremonia de apertura fueron el regatista Juan Ignacio Maegli y la atleta Mirna Ortiz; y en la ceremonia de clausura fue el pentatleta Charles Fernández.

## Participantes
La siguiente es una lista del total de participantes durante los juegos:
| Deporte           | Hombres | Mujeres | Total |
| ----------------- | ------- | ------- | ----- |
| Atletismo         | 7       | 2       | 9     |
| Bádminton         | 1       | 1       | 2     |
| Ciclismo          | 1       | 0       | 1     |
| Judo              | 1       | 0       | 1     |
| Pentatlón moderno | 1       | 0       | 1     |
| Remo              | 0       | 2       | 2     |
| Navegación a vela | 1       | 1       | 2     |
| Tiro deportivo    | 1       | 2       | 3     |
| Natación          | 1       | 1       | 2     |
| Halterofilia      | 0       | 1       | 1     |
| Total             | 14      | 10      | 24    |

## Atletismo
Los atletas guatemaltecos lograron, además los estándares de entrada, ya sea por tiempo de clasificación o por clasificación mundial, en los siguientes eventos de pista y campo (hasta un máximo de 3 atletas en cada evento):Clave
- Q = Calificado para la siguiente ronda
- q = Calificado para la siguiente ronda como perdedor más rápido  o , en eventos de campo, por posición sin lograr el objetivo de calificación
- RN = récord nacional
- N/A = Ronda no aplica para el evento
- DSQ = Descalificado
- DNF = No finalizó

Eventos de pista y carrera
Hombres
| Atleta                  | Evento       | Eliminatoria | Eliminatoria | Final       | Final    |
| Atleta                  | Evento       | Resultado    | Posición     | Resultado   | Posición |
| ----------------------- | ------------ | ------------ | ------------ | ----------- | -------- |
| Luis Grijalva           | 5000 m       | 13:34.11     | 10 q         | 13:10.09 RN | 12       |
| José Alejandro Barrondo | 20 km marcha |              |              | 1:26:55     | 30       |
| José Eduardo Ortiz      | 20 km marcha |              |              | 1:28:57     | 40       |
| Oswaldo Calel           | 20 km marcha |              |              | DSQ         | -        |
| Bernardo Barrondo       | 50 km marcha |              |              | 4:08:34     | 34       |
| Érick Barrondo          | 50 km marcha |              |              | DSQ         | -        |
| Luis Ángel Sánchez      | 50 km marcha |              |              | DNF         | -        |

Mujeres
| Atleta        | Evento       | Final     | Final    |
| Atleta        | Evento       | Resultado | Posición |
| ------------- | ------------ | --------- | -------- |
| Mayra Herrera | 20 km marcha | 1:44:30   | 50       |
| Mirna Ortiz   | 20 km marcha | 1:40:23   | 44       |

## Bádminton
Guatemala inscribió a dos jugadores de bádminton para competir en el torneo olímpico. Programado para competir en sus cuartos Juegos consecutivos, Kevin Cordón fue seleccionado entre los 40 mejores volantes individuales para competir en los individuales masculinos según el Ranking BWF World Race to Tokyo, con Nikté Sotomayor que aceptó una plaza libre luego de la no participación de una de las participantes originales.
| Atleta          | Evento               | Fase de grupos               | Fase de grupos                 | Fase de grupos | Octavos de final                     | Cuartos de final           | Semifinal                      | Final / BM                     | Final / BM |
| Atleta          | Evento               | Resultado                    | Resultado                      | Pos.           | Resultado                            | Resultado                  | Resultado                      | Resultado                      | Pos. final |
| --------------- | -------------------- | ---------------------------- | ------------------------------ | -------------- | ------------------------------------ | -------------------------- | ------------------------------ | ------------------------------ | ---------- |
| Kevin Cordón    | Individual masculino | Muñóz (MEX) W (21–14, 21–12) | Ng (HKG) W (22–20, 21–13)      | 1 Q            | Caljouw (NED) W (21–17, 3–21, 21–19) | Heo (KOR) W (21–13, 21–18) | Axelsen (DEN) L (18–21, 11–21) | Ginting (INA) L (11–21, 13–21) | 4          |
| Nikté Sotomayor | Individual femenino  | Li (CAN) L (8–21, 9–21)      | Repiská (SVK) L (19–21, 12–21) | 3              | No avanzó                            | No avanzó                  | No avanzó                      | No avanzó                      | No avanzó  |

## Ciclismo

### Ruta
Guatemala clasificó a un corredor para competir en la carrera olímpica masculina en ruta, en virtud de su resultado entre los 50 mejores nacionales (hombres) en el Ranking Mundial de la Unión Ciclista Internacional.
| Atleta       | Evento         | Tiempo     | Posición   |
| ------------ | -------------- | ---------- | ---------- |
| Manuel Rodas | Ruta masculino | No terminó | No terminó |

## Judo
Guatemala clasificó a un judoca para la categoría de peso extraliviano masculino (60 kg) en los Juegos. El olímpico de Río 2016, José Ramos, aceptó un puesto continental de las Américas como el judoka mejor clasificado de la nación fuera de la posición de clasificación directa en la Lista de Clasificación Mundial de la IJF del 28 de junio de 2021.
| Atleta     | Evento          | Dieciseisavos de final | Octavos de final | Cuartos de final | Semifinales   | Repechaje     | Final / BM    | Final / BM    |
| Atleta     | Evento          | Resultado              | Resultado        | Resultado        | Resultado     | Resultado     | Resultado     | Pos.          |
| ---------- | --------------- | ---------------------- | ---------------- | ---------------- | ------------- | ------------- | ------------- | ------------- |
| José Ramos | 60 kg masculino | Lesiuk (UKR) L 001–100 | No clasificó.    | No clasificó.    | No clasificó. | No clasificó. | No clasificó. | No clasificó. |

## Pentatlón moderno
El atleta guatemalteco se clasificó para los siguientes lugares para competir en el pentatlón moderno. El olímpico de Río 2016 Charles Fernández aseguró un espacio en el evento masculino cuando ganó una medalla de oro en los Juegos Panamericanos de 2019 en Lima.
| Atleta            | Evento    | Esgrima (espada de un toque) | Esgrima (espada de un toque) | Esgrima (espada de un toque) | Esgrima (espada de un toque) | Natación (200 m libre) | Natación (200 m libre) | Natación (200 m libre) | Salto ecuestre | Salto ecuestre | Salto ecuestre | Combinado: tiro/carrera (10 m air pistol)/(3200 m) | Combinado: tiro/carrera (10 m air pistol)/(3200 m) | Combinado: tiro/carrera (10 m air pistol)/(3200 m) | Puntos totales | Posición final |
| Atleta            | Evento    | RR                           | BR                           | Pos.                         | Puntos                       | Tiempo                 | Pos.                   | Puntos                 | Tiempo         | Pos.           | Puntos         | Tiempo                                             | Pos.                                               | Puntos                                             | Puntos totales | Posición final |
| ----------------- | --------- | ---------------------------- | ---------------------------- | ---------------------------- | ---------------------------- | ---------------------- | ---------------------- | ---------------------- | -------------- | -------------- | -------------- | -------------------------------------------------- | -------------------------------------------------- | -------------------------------------------------- | -------------- | -------------- |
| Charles Fernández | Masculino | 13-22                        | 1                            | 29                           | 179                          | 1:58.16                | 8                      | 314                    | 137.04         | 32             | 219            | 11:06.56                                           | 10                                                 | 634                                                | 1346           | 27             |

## Remo
Guatemala clasificó un barco en el doble scull ligero femenino para los Juegos, al terminar último en la final A y asegurar el segundo de los tres lugares disponibles en la Regata de Clasificación Olímpica de FISA para América en 2021 en Río de Janeiro, Brasil, lo que significó el regreso del país a la deporte por primera vez desde 1984.
| Atletas                        | Evento             | Eliminatoria | Eliminatoria | Repechaje | Repechaje | Semifinal | Semifinal | Final   | Final          |
| Atletas                        | Evento             | Tiempo       | Pos.         | Tiempo    | Pos.      | Tiempo    | Pos.      | Tiempo  | Posición final |
| ------------------------------ | ------------------ | ------------ | ------------ | --------- | --------- | --------- | --------- | ------- | -------------- |
| Yulissa López Jenniffer Zúñiga | Dobles peso ligero | 7:53.35      | 6 R          | 8:13.27   | 6 FC      |           |           | 7:27.51 | 18             |

FC=Final grupo C (sin medalla); R=Repechaje

## Navegación a Vela
Los regatistas guatemaltecos clasificaron un barco en cada una de las siguientes clases a través de los Mundiales asociados a la clase y las regatas continentales.
| Atleta              | Evento                | Carrera | Carrera | Carrera | Carrera | Carrera | Carrera | Carrera | Carrera | Carrera | Carrera | Carrera | Puntos de red | Posición final |
| Atleta              | Evento                | 1       | 2       | 3       | 4       | 5       | 6       | 7       | 8       | 9       | 10      | M*      | Puntos de red | Posición final |
| ------------------- | --------------------- | ------- | ------- | ------- | ------- | ------- | ------- | ------- | ------- | ------- | ------- | ------- | ------------- | -------------- |
| Juan Ignacio Maegli | Laser masculino       | 6       | 24      | 25      | 24      | 10      | 23      | 18      | 19      | 20      | 5       | EL      | 149           | 19             |
| Isabella Maegli     | Laser radial femenino | 26      | 29      | 32      | 9       | 34      | 40      | 31      | 34      | 5       | 18      | EL      | 218           | 29             |

M = Carrera por la medalla; EL = Eliminado – no avanzó a la carrera por la medalla.

## Tiro deportivo
Los tiradores guatemaltecos lograron lugares de cuota para los siguientes eventos en virtud de sus mejores resultados en el Campeonato Mundial ISSF 2018, la serie de la Copa Mundial ISSF 2019, los Juegos Panamericanos 2019 y los Campeonatos de las Américas, siempre que obtuvieran un puntaje mínimo de calificación. (MQS) antes del 31 de mayo de 2020.
| Atleta           | Evento          | Calificación | Calificación | Final      | Final      |
| Atleta           | Evento          | Puntos       | Lugar        | Puntos     | Lugar      |
| ---------------- | --------------- | ------------ | ------------ | ---------- | ---------- |
| Juan Schaeffer   | Skeet masculino | 107          | 30           | No avanzó. | No avanzó. |
| Adriana Ruano    | Fosa femenino   | 110          | 26           | No avanzó. | No avanzó. |
| Ana Waleska Soto | Fosa femenino   | 113          | 23           | No avanzó. | No avanzó. |

## Natación
Los nadadores guatemaltecos lograron además los estándares de clasificación en los siguientes eventos (hasta un máximo de 2 nadadores en cada evento en el Tiempo de Clasificación Olímpica (OQT), y potencialmente 1 en el Tiempo de Selección Olímpica (OST)):
| Nadador         | Evento                   | Eliminatoria | Eliminatoria | Semifinal  | Semifinal  | Final      | Final      |
| Nadador         | Evento                   | Tiempo       | Posición     | Tiempo     | Posición   | Tiempo     | Posición   |
| --------------- | ------------------------ | ------------ | ------------ | ---------- | ---------- | ---------- | ---------- |
| Luis Martínez   | 100 m mariposa masculino | 51.29        | 7 Q          | 51.30      | 8 Q        | 51.09      | 7          |
| Gabriela Santis | 200 m libre femenino     | 2:07.24      | 27           | No avanzó. | No avanzó. | No avanzó. | No avanzó. |

## Halterofilia
Scarleth Ucelo aceptó una plaza de repuesto no utilizada por Oceanía como la siguiente levantadora de pesas mejor clasificada que compite por la clasificación en la categoría femenina de +87 kg según el Ranking Mundial Absoluto de la IWF.
| Atleta         | Evento          | Arranque  | Arranque | Cargada y envión | Cargada y envión | Total | Posición final |
| Atleta         | Evento          | Resultado | Posición | Resultado        | Posición         | Total | Posición final |
| -------------- | --------------- | --------- | -------- | ---------------- | ---------------- | ----- | -------------- |
| Scarleth Ucelo | +87 kg femenino | 87        | 12       | 116              | 13               | 203   | 13             |